# Villa Laugier
La villa Laugier est une voie du 17e arrondissement de Paris, en France.

## Situation et accès
La villa Laugier est une voie publique située dans le 17e arrondissement de Paris. Elle débute au 36 bis, rue Laugier et se termine en impasse.

## Origine du nom

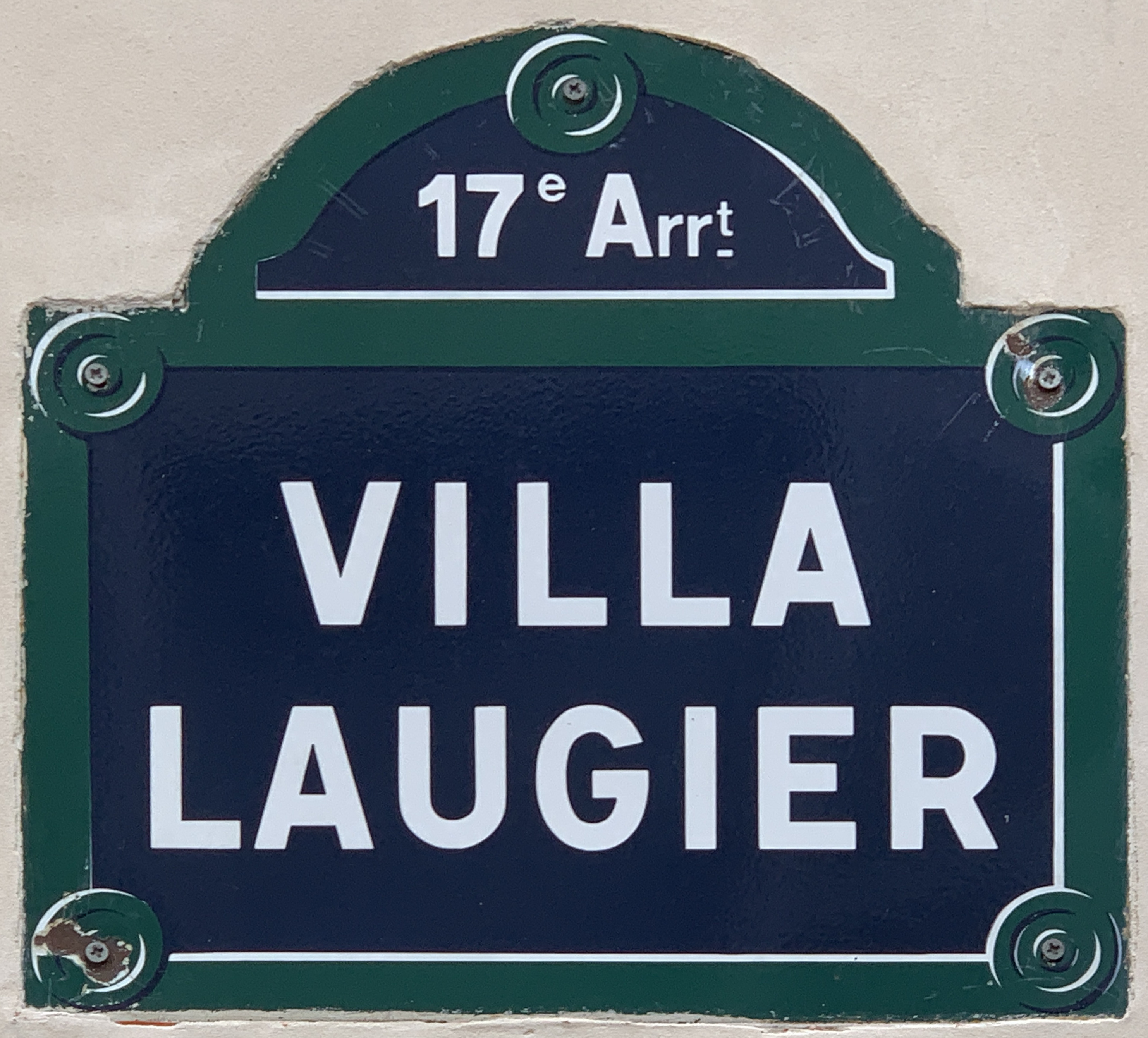
Plaque de la voie.

Elle porte le nom d'André Laugier (1770-1832), membre de l'Académie de médecine, en raison de sa proximité avec la rue éponyme.

## Historique
Ouverte vers 1856 sous le nom d'« impasse Sulot », elle prend le nom d'« impasse Laugier » en 1877 et devient une villa par un décret préfectoral du 24 août 1965.